# Григорян, Акоп Сираканович
Ако́п Сирака́нович Григоря́н (арм. Հակոբ Սիրականի Գրիգորյան; 1899—1991) — армянский советский организатор и передовик сельскохозяйственного производства. Герой Социалистического Труда (1948).

## Биография
Акоп Сираканович Григорян родился в 1899 году в селе Ацарат Эриванской губернии Российской империи (ныне Гехаркуникская область Республики Армения) в семье сельского рабочего. В 1914—1919 годах был слугой торговцев в городе Ново-Баязет. После установления в Армении советской власти Григорян был призван и проходил срочную службу в Рабоче-крестьянской Красной армии. После демобилизации вернулся на родину и начал работать портным. С 1929 года трудился в местном колхозе «Кармир Октембер» заведующим складом.
В 1931 году Акоп Григорян вступил в ряды ВКП(б)/КПСС. С 1933-го до октября 1942 года работал бухгалтером колхоза «Кармир Октембер» Нор-Баязетского района Армянской ССР. Одновременно возглавлял местную первичную партийную организацию. Проявив свои способности с лучшей стороны, в конце 1942 года Григорян был избран его председателем.
В годы Великой Отечественной войны с ростом потребностей обеспечения фронта хлебом, овощами и другими сельскохозяйственными продуктами, под руководством Акопа Григоряна в колхозе были увеличены площади для выращивания сельскохозяйственных культур: прежние 940 гектаров, отданные под зерновые, были увеличены до 1240, посевные картофеля с прежних 48-ми были увеличены до 225 гектаров. В военные годы также была повышена урожайность сельскохозяйственных культур, увеличено поголовье скота и продуктивность животноводства. Председатель колхоза Григорян также выделял свои собственные средства для помощи фронту. В послевоенное время в результате эффективного использования удобрений при выращивании зерновых культур колхоз достиг высоких результатов. К 1947 году на общей площади выращивания пшеницы в 620 гектаров был получен урожай 16,5 центнера с гектара. Под руководством Григоряна на отдельной площади в 40 гектаров был получен рекордный урожай пшеницы — 30,39 центнера.
Указом Президиума Верховного Совета СССР от 2 февраля 1948 года «за получение высоких урожаев пшеницы, при выполнении колхозами обязательных поставок и натуроплаты за работу МТС в 1947 году и обеспеченности семенами зерновых культур для весеннего сева 1948 года» Акопу Сиракановичу Григоряну было присвоено звание Героя Социалистического Труда с вручением ордена Ленина и золотой медали «Серп и Молот».
В дальнейшем Акоп Сираканович оставил пост председателя колхоза «Кармир Октембер» и был назначен председателем плановой комиссии исполкома Нор-Баязетского районного комитета Коммунистической партии Армении.
Григорян также активно занимался общественной деятельностью. Он избирался депутатом Совета Национальностей Верховного Совета СССР III созыва. Был членом Нор-Баязетского районного комитета, а также ЦК КП Армении. Неоднократно избирался депутатом Нор-Баязетского районного Совета.
Скончался в 1991 году в городе Камо. Похоронен на кладбище родного села Ацарат.

## Награды
- Герой Социалистического Труда (Указ Президиума Верховного Совета СССР от 2 февраля 1948 года, орден Ленина и медаль «Серп и Молот») — за получение высоких урожаев пшеницы, при выполнении колхозами обязательных поставок и натуроплаты за работу МТС в 1947 году и обеспеченности семенами зерновых культур для весеннего сева 1948 года[7].
- Орден Ленина (24.11.1945)[7].
- Орден «Знак Почёта» (8.02.1944)[7].